# Hideaki Tokunaga
Hideaki Tokunaga (德永 英明 Tokunaga Hideaki?) es un cantautor y actor japonés.
Aunque Tokunaga no pudo pasar la prueba del Reality Show Star Tanjō! en 1982, 4 años después debutaría como cantante en 1986. Después de lanzar canciones de éxito como "Yume o Shinjite" (el primer tema final de la serie de anime Dragon Quest) y "Kowarekake no Radio" en 1990, su sencillo "Wednesday Moon" alcanzó el número 1 en las listas semanales de Oricon en 1991. Tokunaga también ese conocido por sus álbumes de Vocalist, una trilogía donde interpreta covers de artistas femeninas. Vocalist, Vocalist 2, Vocalist 3 y Vocalist 4 fueron lanzados en 2005, 2006, 2007 y 2010 respectivamente.
Tokunaga es el primer artista masculino en tener al menos un álbum que alcanzó la posición número uno en las listas semanales japonesas de Oricon durante cuatro décadas (1980, 1990, 2000 y 2010).
Tokunaga también compuso canciones de otros cantantes como KinKi Kids "Eien Ni" (de su álbum de 2007 Phi).

## Biografía
Nació en Yanagawa, en la prefectura de Fukuoka. Desde muy temprana edad, Tokunaga se interesó en la música y luego de una experiencia con una estudiante de la secundaria a la cual acudía y por la cual sentía interés, decidió que su vocación era la de ser músico. Por esa misma razón luego de graduarse, a los 19 años decidió trasladarse a Tokio en busca del éxito que tanto anhelaba.
Al establecerse en Tokio realizó varios trabajos de medio tiempo, en restaurantes y compañías discográficas. Dado su interés por iniciar en la música, en los lugares donde trabajaba Tokunaga solía entregar cintas de casete  de sus "demo" de la canción Rainy Blue (canción compuesta por él y que años más tarde lo catapultaría a la fama) a los empleados de dichos lugares con el fin de que su talento pudiera ser observado y aprovechando esto, pudiera iniciarse como músico. Lamentablemente, muchas de estas cintas eran rechazadas y hasta echadas a la basura por ellos.
Su determinación por ser músico no se detuvo y en 1982 a la edad de 20 años se presentó en el programa de televisión japonés Star Tanjō! (スター誕生！ sutā tanjō?), donde interpretó el tema RIDE ON TIME de Tatsuro Yamashita. El programa produjo muchas estrellas japonesas tales como Momoe Yamaguchi, Pink Lady y Akina Nakamori. Sin embargo, Akiko Matsumoto pasó la prueba en ese momento, mientras que Minako Honda y posteriormente el mismo Tokunaga no consiguieron pasar la prueba y por tanto fueron rechazados.
Al año siguiente buscó una oportunidad como actor en la escuela de formación de la cadena televisiva japonesa TBS. Sin embargo 3 años después llegaría uno de sus primeros éxitos pues en 1985 participó en el Festival de música azul marino (第2回マリンブルー音楽祭 - dai ni-kai marinburū ongaku-sai) donde terminó ganando el primer premio.

## Debut y carrera musical
Hideaki Tokunaga debutó el 21 de enero de 1986 con el álbum Girl y el sencillo "Rainy Blue". En 1987, su tercer álbum de estudio Birds alcanzó la posición número uno en las listas japonesas de Oricon. A principios de los 90, se hizo muy conocido en Filipinas cuando la canción "Saigo no Iiwake" (de su álbum de 1989 Realize) fue cubierta en Tagalog como "Ikaw Pa Rin" por un improbable cantante, un compañero que no habla tagalo El japonés Ted Ito. [4] Tokunaga empezó a alcanzar popularidad en los Estados Unidos cuando Saigo no Iiwake se usó en el drama de comedia-drama 2015 The Big Short. Su álbum de 1991, Revolution, era su último álbum número uno hasta 2007.
Tokunaga comenzó a lanzar la serie de álbum Vocalist, en la que cubrió muchas canciones japonesas de cantantes. El 14 de septiembre de 2005, lanzó el álbum Vocalist, el primer trabajo de la serie. El álbum incluyó las versiones de la canción de Miyuki Nakajima en 1975 "Jidai" y la canción de 1977 de Momoe Yamaguchi "Cosmos". El álbum fue certificado millón por RIAJ para el envío de 1.000.000 copias. [5]
El 30 de agosto de 2006, Tokunaga lanzó el álbum Vocalist 2. El álbum incluyó sus versiones de la canción de 1982 de Akina Nakamori "Second Love" y la canción de 2003 de Mika Nakashima "Yuki no Hana". El álbum fue certificado Triple Platinum por RIAJ para el envío de 750.000 copias. [6]
El 15 de agosto de 2007, Tokunaga lanzó el álbum Vocalist 3. El álbum incluyó sus versiones de la canción de 1985 de Akiko Kobayashi "Koi ni Ochite (Enamórate en amor)" y la canción de 1998 de Every Little Thing "Time Goes By". Su versión de la canción de 1997 de Namie Amuro "Can You Celebrate?" Fue la última pista del álbum, pero también hubo una primera edición limitada de prensa que incluyó una canción extra, su versión de la canción de Naomi Chiaki 1972 "Kassai". El vocalista 3 alcanzó la posición número uno en las listas de álbumes semanales de Oricon, convirtiéndolo en su primer álbum número uno en 15 años y 10 meses. Vocalist 3 encabezó las listas de álbumes semanales de Oricon durante dos semanas. El álbum fue certificado millón por RIAJ para el envío de 1.000.000 copias. [8]
El 1 de noviembre de 2007 Tokunaga también cubrió el "Farewell Blues" de Noriko Awaya en el Foro Internacional de Tokio como parte del Concierto del 100o Aniversario de Ryoichi Hattori. [9]
El 6 de mayo de 2009, Tokunaga lanzó su álbum de estudio We All. El álbum debutó en el número uno en las listas de álbumes semanales de Oricon. Con el álbum, él hizo el primer artista masculino del solo que debutó en los años 80 para tener por lo menos un álbum del estudio para cubrir los gráficos semanales de Oricon por tres décadas (los años 80, los años 90 y los años 2000).
Tokunaga lanzó el sencillo "Toki no Nagare ni Mi o Makase" el 31 de marzo de 2010. Era la versión de la canción del año 1986 de Teresa Teng  y sus lados B eran sus versiones de la canción de 1982 de Seiko Matsuda "Akai Sweet Pea" y Juju 2009 canción "Yasashisa de Afureru yōni." Esas canciones fueron incluidas por el álbum Vocalist 4, lanzado el 20 de abril de 2010. El álbum incluyó su versión de portada de la canción de Hikaru Utada 1999 "First Love". Vocalista 4 debutó en el número uno de las listas semanales de Oricon. Debido al álbum, se convirtió en el primer artista masculino en tener al menos un álbum en la parte superior de los charts semanales de Oricon durante cuatro décadas.

## Discografía

### Álbumes de estudio
- Girl (1986)[1]
- Radio (1986)
- Birds (1987)
- Dear (1988)
- Realize (1989)
- Justice (1990)
- Revolution (1991)
- Nostalgia (1993)
- The Sun Boy (1995)
- Bless (1997)
- Honesto (1999)
- Remind (2000)
- Love, Please (2002)
- My Life (2004)
- We All (2009)
- Statement (2013)
- Baton (2017)
- Love Person (2021)

### Álbumes de cover
- Vocalist (2005)
- Vocalist 2 (2006)
- Vocalist 3 (2007)
- Vocalist 4 (2010)
- Vocalist & Ballade Best (2011)
- Vocalist Vintage (2012)
- Vocalist 6 (2015)

### Álbumes en vivo
- Hideaki Tokunaga Live (1990)
- Live 1994 (1994)
- Statement Tour FInal at Nagoya Century Hall (2014)
- Concert Tour 2015 Vocalist & Song 3 Final at Orix Theater (2016)

### Álbumes compilatorios
- Intro (1987)
- Intro II (1992)
- Ballade of Ballade (1997)
- Single Collection (1986–1991) (1998)
- Single Collection (1992–1997) (1998)
- Intro III (2001)
- Shining Forever~ Self-Cover Best (2003)
- Beautiful Ballade (2006)
- Singles Best (2008)
- Singles B-side Best (2008)
- Vocalist & Ballade Best (2011)
- All Time Best Presence (2016)
- Eien no hateni ~Self Cover BestⅠ~ (2018)